# Radio Ga Ga
"Radio Ga Ga" je skladba britanske zasedbe Queen iz leta 1984, ki jo je napisal bobnar Roger Taylor. Izdana je bila kot prvi single iz albuma The Works, pa tudi na kompilacijah Greatest Hits II in Classic Queen.
Skladba je dosegla velik uspeh po vsem svetu, v 19 državah je zasedla prvo mesto, v Veliki Britaniji drugo mesto in v Ameriki 16. mesto lestvice Billboard Hot 100. S to pesmijo so v živo nastopali prav na vseh njihovih koncertih od leta 1984 do 1986, vključno z legendarnim nastopom na koncertu Live Aid leta 1985 na Wembleyu in s samoiniciativnim sinhronim taktnim ploskanjem 72,000 glave množice tako kot v videospotu.

## Pomen
V času, ko je bila skladba posneta, je bila komentar na televizijo, ki je takrat že močno zasenčila popularnost radia. In kako so pred tem ljudje svoje najljubše komedije, drame ali znanstveno fantastiko vsi poslušali preko radia. Naslavljala je tudi strm vzpon videospotov in pojava glasbene postaje MTV, ki je takrat na nož tekmovala z radiem pri promociji glasbe.
Na nagradah MTV Video Music Awards 1984 je videospot prejel nominacijo za najboljšo umetniško režijo. In citat Rogerja Taylorja na nominacijo:
"Pravzaprav je to bistvo te skladbe. Dejstvo je da so videospoti prevzeli samo poslušanje glasbe, zgleda da je vizualnost zdaj skoraj pomembnejša od same skladbe."
Taylor je želel skladbo prvotno imenovati "Radio ca-ca", kakor je njegov sin, ki je komaj znal govoriti napačno izgovoril besede ob neki zelo slabi pesmi, ki sta jo slišala na radiu, kar je bila še dodatna kritika na radio in predvajanje premalo raznovrstne glasbe in njen stil.
Pesem se še posebej nanaša na dva pomembna radijska dogodka, ki sta se zgodila v 20. stoletju; leta 1938 je Orson Welles na radiju predvajal namišljeno radijsko dramo Vojna svetov in besedilo "skozi vojne svetov/vdrli so Marsovci" ter govor Winston Churchilla 18. junija 1940 "To je bila njihova najboljša ura" v spodnjem domu britanskega parlamenta, iz teksta "za vas najboljša ura šele pride".

## Snemanje
Roger Taylor je dobil navdih za skladbo ko sta bila z majhnim sinom v Los Angelesu, je bila po radiu zanič skladba na katero je njegov sin izustil besedno zvezo "radio ca-ca". Po tem ko je to frazo slišal se je zaprl v sobo z bobni in drugo glasbeno opremo. Sprva je pomislil, da bi skladbo uvrstil na svoj solo album, ampak potem ko je to slišala skupina, je John Deacon napisal bas linijo, Freddie Mercury pa je obdelal melodijo, z mislijo da bi lahko postala velika uspešnica. Taylor je potem odšel na smučanje, Frediju pa je prepustil da še malce spolira besedilo, harmonijo in aranžma skladbe. Snemali so v studiu Record Plant Studios v Los Angelesu, k snemanju pa so povabili kanadskega glasbenika Freda Mandela, ki je skladbo tudi elektronsko obdelal in opremil.

## Videospot
V videospotu, ki ga le režiral David Mallet, so uporabili sekvence iz čb znanstveno-fantastičnega nemega filma Metropolis (1927) od Fritza Langa. Ta je bil leta 1984 je bil nominiran za najboljši umetniški video na podelitvi nagrad MTV Video Music Awards, kjer se je spot tudi nenehno vrtel. Spot prikazuje člane skupine, ki v letečem avtu letijo nad velemestom, kasneje pa   nastopajo pred meščanskega delavskega razreda, ki kot v transu množično sinhrono ploskajo na takt pesmi, vmes pa kaže še družino, ki v dnevni sobi za mizo z gas maskami poslušajo radio. Vendar je skupina morala od vzhodno nemške vlade, ki je bila takrat lastnik filma, odkupiti avtorske pravice za predvajanje v videospotu. Na koncu videa se pojavi zahvala filmu "Thanks Metropolis".

## Nastopi v živo
«Spomnim se kako sem takrat pomislil "super, spomnili so se".

In se potem spomnil "čakaj, pa saj to ni naše občinstvo", to

je splošna publika, ki je karte za koncert kupila, še preden so

sploh vedeli da bomo tudi mi nastopili. In vsi so dvotaktno

ploskali. Kako so vedeli? Nihče jim ni rekel kaj morajo storiti»

—Brian May o Live Aid publiki, ki je ploskala na "Radio Ga Ga".
3. februarja 1984 na festivalu San Remo, to je le nekaj dni po izdidu singla, se je skupina Queen s to skladbo sploh prvič predstavila pred živo publiko, čeprav je bil sam nastop odigran na playback.
Nato so v letih 1984/85 na turneji The Works skladbo v živo odigrali na vseh koncertih, tudi na dveh koncertih, ki so jih tudi posneli za televizijo: Rock in Rio 1985 in Final Live in Japan 1985.
13. julija 1985 so v živo nastopili na dobrodelnem koncertu Live Aid na starem stadionu Wembley, kjer so zbirali denar za lačne v Etiopiji. To je bila njihova druga skladba s katero so nastopili, kjer je 72,000 glava množica samodejno kopirala videospot z dvojnim sinronim ploskanjem po taktu skladbe, ukradla show. Po zaslugi občinstva je postala najljubša in največkrat omenjena skladba, ki še velja za vrhunec tega koncerta. Freddie Mercury je v tej verziji v živo odpel vse visoke tone.
Skladbo so v živo odpeli leto kasneje tudi na vseh koncertih turneje Magic Tour, vključno z obema nastopoma na Wembleyu. Posneta tudi za album v živo Live at Wembley '86 iz drugega koncerta 12. julija.
20. aprila 1992 je Paul Young na spominskem koncertu Freddie Mercury Tribute Concert na Wembleyu, to skladbo odpel v živo. 76 držav sveta, vključno z Slovenijo, je takrat ta koncert v živo prenašalo za približno milijardo gledalcev po vsem svetu.

## Lestvice

### Tedenska lestvica
| Lestvica (1984)                            | Top uvr. |
| ------------------------------------------ | -------- |
| Avstrija (Ö3 Austria Top 40)               | 2        |
| Belgija (Ultratop 50 Flandrija)            | 1        |
| Kanada Top Singles (RPM)                   | 11       |
| Danska (Årets Singlehitliste)              | 1        |
| Evropa (Eurochart Hot 100)                 | 1        |
| Finska (Suomen virallinen lista)           | 1        |
| Francija (SNEP)                            | 28       |
| Irska (IRMA)                               | 1        |
| Italija (FIMI)                             | 2        |
| Nizozemska (Dutch Top 40)                  | 1        |
| Nizozemska (Single Top 100)                | 2        |
| Nova Zelandija (VG-lista)                  | 4        |
| Norveška (VG-lista)                        | 2        |
| Južnoafriška republika (Springbok Radio)   | 4        |
| Španija (AFYVE)                            | 6        |
| Švedska (Sverigetopplistan)                | 1        |
| Švica (Schweizer Hitparade)                | 3        |
| Velika Britanija (Official Charts Company) | 2        |
| US Billboard Hot 100                       | 16       |
| US Cashbox                                 | 14       |
| Zahodna Nemčija (Official German Charts)   | 2        |